# Małgów (powiat kaliski)
Małgów – wieś w Polsce położona w województwie wielkopolskim, w powiecie kaliskim, w gminie Lisków.
W latach 1975–1998 miejscowość należała administracyjnie do województwa kaliskiego.
W Małgowie urodził się Kazimierz Majdański, polski duchowny katolicki, biskup szczecińsko-kamieński.